# Association of American University Presses
L'  Association of American University Presses  è l'associazione che raccoglie la maggior parte delle case editrici universitarie del Nord America, con alcuni membri esterni a tale ambito territoriale. La sede è a New York City.
Fino a dicembre del 2017 era nota col nome di  Association of American University Presses (AAUP).

## Storia
L'Association of American University Presses fu ufficialmente fondata nel 1937, ma le due dozzine di membri aderenti si incontravano regolarmente già dai primi anni '20 per discutere problemi relativi all'editoria accademica, assumendo iniziative comuni che avrebbero recato beneficio agli atenei e alle rispettive case editrici. Nel 1928 un consorzio di 30 case editrici produsse un catalogo editoriale di 60 titoli. Poco dopo iniziarono a pubblicare annunci promozionali nel The New York Times che presentavano i cataloghi editoriali di vendita, oltre ad avviare la prima base di conoscenza nel'abito educativo, una mailing-list specialistica indirizzata ad accademici e bibliotecari.
Il report commissionato nel '32 dalla National Association of Book Publishers all'ex banchiere newyorkese O.H. Cheney suggerì agli operatori del settore una serie di iniziative economiche per uscire dalla Grande depressione: la standardizzazione della dimensione fisica dei titoli pubblicati, finalizzata all'ottimizzazione dei costi di trasporto e stoccaggio; l'adozione di un codice meccanografico per la catalogazione bibliotecaria, il futuro ISBN; l'aumento della produzione di titoli rivolti al mercato dei ragazzi, unitamente ad una presenza più capillare della rete distributiva nel Paese. Il report prevedeva una ripresa del mercato alla fine della seconda guerra mondiale, che ispirò il memorandum di Donald Bean, allora segretario del gruppo di lavoro e direttore dell'University of Chicago Press, il quale propose alle case editrici di fondersi formalmente in un unico soggetto giuridico.
Nel 1936 la Farrar & Rheinhardt annunciò l'intenzione da parte del gruppo di creare un grossista di nome United University Presses Inc., che di lì a poco avrebbe dovuto essere provvisoriamente ridenominato University Books Inc., ma l'idea fu accantonata a favore dell Association of American University Presses, fondata a febbraio del '37.
Il primo incontro annuale dell'associazione ebbe luogo soltanto nel '46, al termine del conflitto, a Chicago. Nel dopoguerra, il numero di affiliati continuò ad aumentare rapidamente e, a causa dell'aumento di attività da gestire, nel '59 l'associazione, che era inizialmente formata da volontari, dovette aprire una sede centrale. Nel 1964 fu istituita l'American University Press Services, divisione commerciale attiva nei due decenni successivi.
Dal 1920 al 1970, il numero di organizzazioni aderenti crebbe approssimativamente di un membro all'anno. Nel periodo dal '70 al '74, furono create circa 10 case editrici ogni anno. Nel '74 il presidente Jimmy Carter istituì la prima University Press Week.